# Quercus guyavifolia
Quercus guyavifolia là một loài thực vật có hoa trong họ Cử. Loài này được H.Lév. miêu tả khoa học đầu tiên năm 1913.